# ウィンブルドン (ロンドン)
ウィンブルドン（英: Wimbledon、英語発音: [ˈwɪmbəldən]）は、イングランドの首都ロンドン南西部のマートン区にある地区。
テニスのウィンブルドン選手権の開催地として世界的に有名であると共に、ロンドンで最も広い面積をもつ公有地の一つであるウィンブルドン・コモンやニュー・ウィンブルドン・シアターの本拠地でもある。住宅地区と商業地区は、それぞれ"ヴィレッジ"と"タウン"として知られる2つの地区に分かれている。"ヴィレッジ"の大通りでは、旧来からの中世の村落が再建中である一方、"タウン"では、1838年に鉄道駅の駅舎が最初に建てられて以後、徐々に開発が進んでいる。
ウィンブルドンは、少なくとも鉄器時代には人が居住し始め、その頃にヒルフォートがウィンブルドン・コモンに建設されたと考えられている。1087年にドゥームズデイ・ブックが編集された頃、ウィンブルドンはモートレイクの荘園の一部であった。ウィンブルドンの荘園の所有権は、その歴史の中で様々な裕福な一族たちの間で度々移り、その地域はイーグル・ハウス、ウィンブルドン・マナー・ハウス、ウォーレン・ハウスのような大邸宅を建てた、他の富裕な一族をも魅了した。ウィンブルドンの村落は、シティからやって来た貴族階級の人々や富裕な商人たちに寄り添って共存した、安定した農村人口をもって開発された。18世紀に、宿屋のドッグ・アンド・フォックスは、ロンドンからポーツマスまでを走る駅馬車の宿駅となり、1838年にはロンドン・アンド・サウス・ウェスタン鉄道 (L&SWR) の駅が村落の南東部に位置するウィンブルドン・ヒルの麓に開業した。駅の所在地は、その後タウンが元のヴィレッジの中心市街から離れるように成長していくのにあわせて、その中心が移動した。
ウィンブルドンは、独自の区割りを持っていた。この区割りの地区は、ウィンブルドンの歴史的な境界よりも大きく、当時はまだサリー州に属していた。その後、この地区は1965年にグレーター・ロンドンの誕生によりマートン・ロンドン特別区に吸収された。
ウィンブルドンには次に挙げるような社会的少数者が存在する: 中でも最も目立つのはアジア系イギリス人（スリランカ系イギリス人を含む）、ガーナ系イギリス人、そしてポーランド人とアイルランド人である。

## 地理

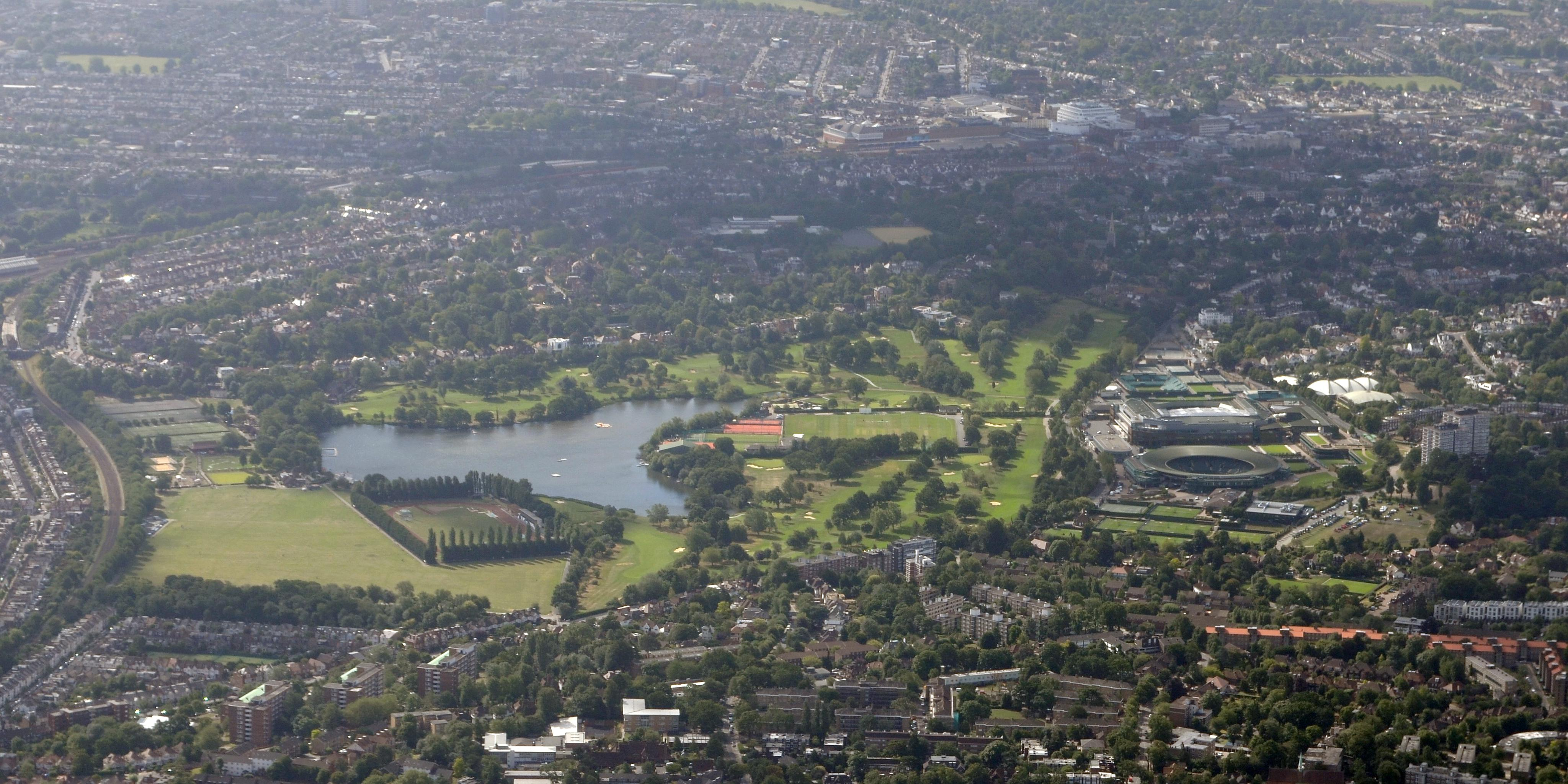
北側の上空から見たウィンブルドン（2015年8月）。左にウィンブルドン・パーク、右にウィンブルドン選手権の開催会場である全英クラブが見える。

ウィンブルドンはロンドンの南西部、グレーター・ロンドンのはずれにあり、ワンズワースの南、ミッチャムの西、サットンの北、キングストン・アポン・テムズの東に位置する。ロンドンの中心チャリング・クロスから南西に7マイル (11.3 km)のところにある。素晴らしいヴィクトリアン様式の家々と現代的な住宅、低層アパートが入り交じった住宅街をもつ、裕福な郊外の町であるとみなされている。居住地区は2つの地区に分けられ、それぞれ"ヴィレッジ"と"タウン"として知られており、ウィンブルドン・コモンに近いヴィレッジの大通りには、今も残る原初的な中世の村落の一部が集中しており、現在ではロンドンでも高い価格がつく優良住宅地である。そして、"タウン"には、1838年に鉄道駅の駅舎が建てられて以来、現代的な建築がブロードウェイに集中している。
この地域は、ロンドン・プランの中で、グレーター・ロンドン内に35箇所ある主要な中心地の一つとして位置付けられている
人口は19世紀初頭には約1,000人ほどであったが、1911年に約55,000人まで増加して以来、今日に至るまで安定的に推移している。

## スポーツ

### ウィンブルドン選手権

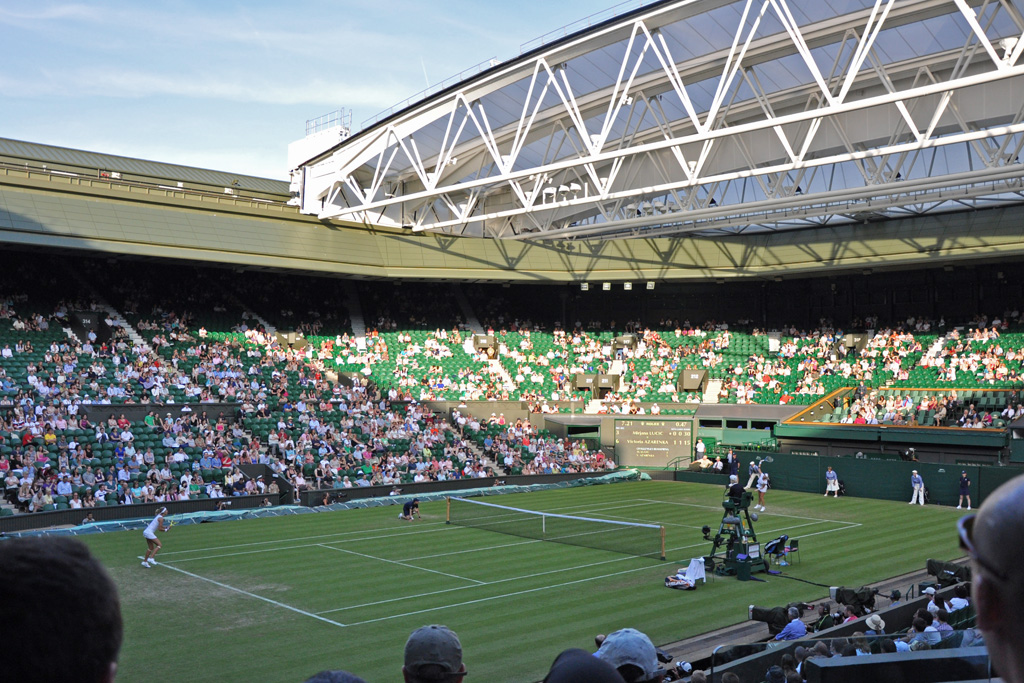
2010年のウィンブルドン選手権

1870年代、当地の丘の麓で全英クロッケー・クラブが年に一度、その選手権大会を開催するようになった。しかし、クロッケーの人気は弱まり始め、新しいスポーツのローンテニスが普及し始めるにつれ、そして、幾つかあった芝生のうち、初め一つだけをテニス用に取っておいた後、全英クラブは1877年7月に、同クラブにとって最初のローンテニス選手権大会を開催することを決めた。1922年までに、テニスの人気は高まり、同クラブの小さなグラウンドでは、もはや増え続ける観客の数に対処しきれなくなるほどになった。そして、同クラブはオール・イングランド・ローンテニス・アンド・クロッケー・クラブと改称し、ウィンブルドン・パークにほど近い、新しい場所に競技場を移転した。
ウィンブルドンの歴史家リチャード・ミルワードは、国王ジョージ5世が如何にして新しいコート（競技場）を開設したかについて、「彼（国王）が三回ゴングを打ち鳴らすと、ターポーリン（防水シート）は取り除かれ、最初の試合が始まった。そして、雨が降ってきた…」と、詳しく述べている。クラブの古い競技場は、ウィンブルドン高校のためのスポーツ競技場として、使用され続けている。

### サッカー
- AFCウィンブルドン（ウィンブルドンを本拠地とするフットボールクラブ）

## 交通
ロンドン地下鉄・ディストリクト線
- ウィンブルドン駅
- ウィンブルドン・パーク駅

ロンドン地下鉄・ノーザン線

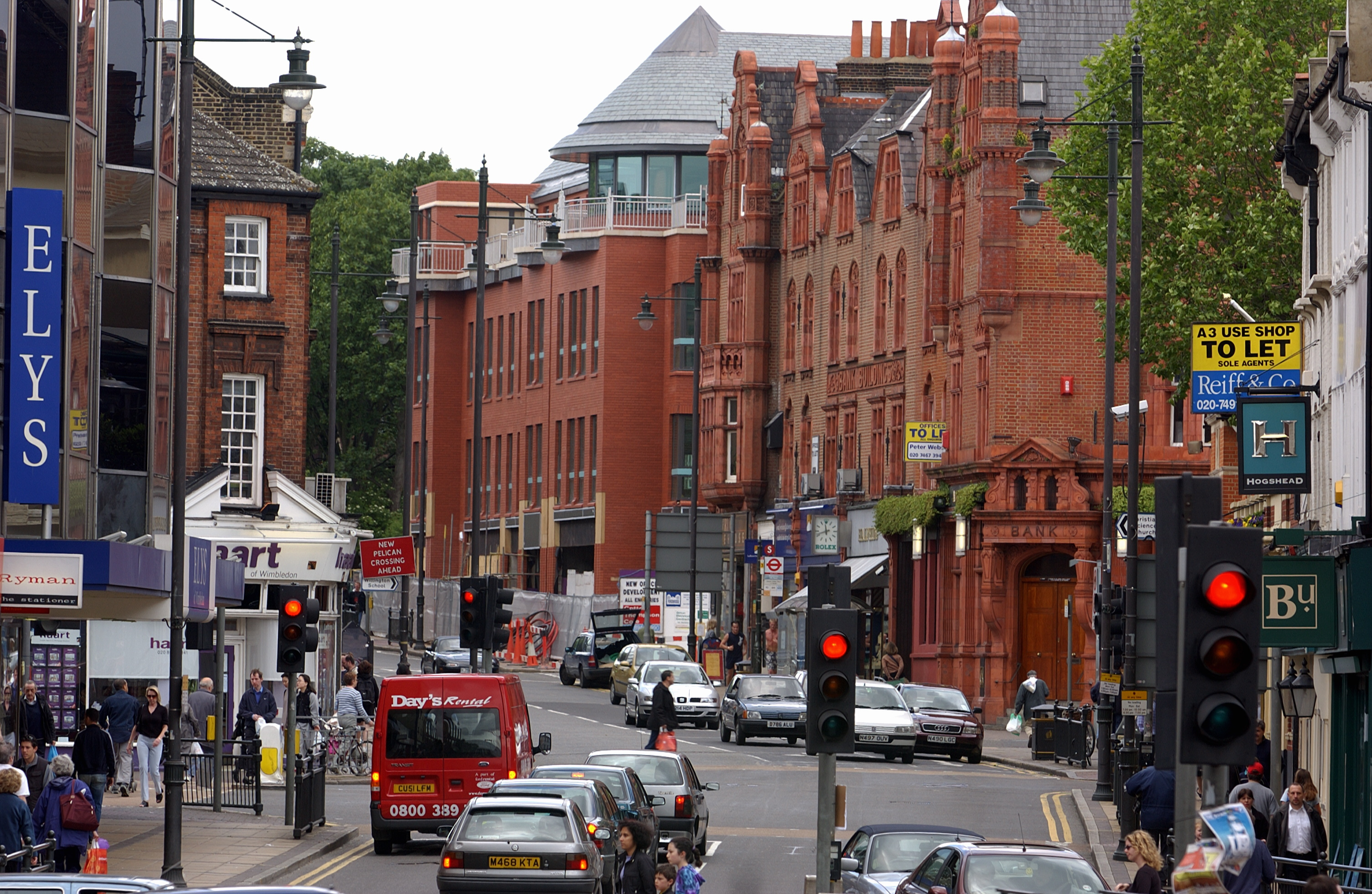
Hill Road

- サウス・ウィンブルドン駅（英語版）

テムズリンク・サットン・ループ線
- ウィンブルドン・チェイス駅（英語版）

サウスウェスト・トレインズ・サウス・ウェスタン本線・モール・ヴァレー線
- レインズ・パーク駅（英語版）